# Verein zur Förderung eines Deutschen Forschungsnetzes
Der Verein zur Förderung eines Deutschen Forschungsnetzes (DFN-Verein) ist als zentrale Gemeinschaftseinrichtung der Wissenschaft in Deutschland für den Betrieb, den Ausbau und die Entwicklung des Deutschen Forschungsnetzes verantwortlich. Mit dieser Kommunikationsinfrastruktur, bestehend aus der technischen Plattform X-WiN und einem Dienstportfolio, verbindet der Verein Hochschulen, außeruniversitäre Forschungseinrichtungen sowie forschungsnahe Wirtschaftsunternehmen an rund 850 Standorten in ganz Deutschland.

## Geschichte
Vier Ereignisse dienten als Vorbereitung für die Gründung:
- die Machbarkeitsuntersuchung, die das Bundesministerium für Forschung und Technologie (BMFT) 1981 beim Forschungsinstitut Stanford Research International in Auftrag gab;
- die Informationsreise, die das BMFT in die USA unternahm;
- der Vorschlag für einen „Norddeutschen Rechnerverbund“, den das Hahn-Meitner-Institut (HMI) unterbreitete und
- die Ideenskizzen, die die Gesellschaft für Mathematik und Datenverarbeitung (GMD) für ein Deutsches Forschungsverbundnetz ausarbeitete.[1]

Am 12. Januar 1984 fand in Birlinghoven unter Leitung von Peter Fischer-Appelt, damaliger Präsident der Universität Hamburg, die Gründungsversammlung des DFN-Vereins statt.
Zu den Gründungsmitgliedern gehörten:
- die Großforschungseinrichtungen Gesellschaft für Mathematik und Datenverarbeitung, GMD (heute Fraunhofer-Institut für Algorithmen und Wissenschaftliches Rechnen SCAI), Hahn-Meitner-Institut, HMI (heute Helmholtz-Zentrum Berlin), und Deutsche Forschungs- und Versuchsanstalt für Luft- und Raumfahrt, DFVLR (heute Deutsches Zentrum für Luft- und Raumfahrt, DLR)
- die Fraunhofer-Gesellschaft
- die Universität Hamburg, die Universität Karlsruhe und die Technische Universität Berlin
- die Industriefirmen IBM Deutschland GmbH, Philips-Kommunikationsindustrie AG, Nixdorf Computer AG und die Siemens AG.[2][1]

Administrative und finanzielle Anschubunterstützung leistete das Bundesministerium für Forschung und Technologie (BMFT).
Zunächst unterstützte der DFN-Verein seine Mitglieder bei der Beschaffung von Hardware (im Allgemeinen X.25-Untervermittlungen) zum Anschluss an das DATEX-P-Netz der Deutschen Bundespost. Zugleich wurde die Möglichkeit geschaffen, über dieses Netz das EARN und damit das BITNET zu erreichen.
Die erste eigene Protokollgeneration des Wissenschaftsnetzes X.25-WiN wurde 1989 bereitgestellt. Dieses wurde als Teilnetz des DATEX-P-Netzes der Deutschen Bundespost realisiert und betrieben. Das X.25-Wissenschaftsnetz nahm seinen Betrieb auf.
Ein Jahr nach der deutschen Wiedervereinigung wurde das X.25-WiN 1991 unter dem Namen „ERWiN“ erweitert: 51 Einrichtungen aus den neuen Bundesländern erhalten Zugang.
Das WiN-Labor am Regionalen Rechenzentrum (RRZE) der Friedrich-Alexander-Universität Erlangen-Nürnberg wurde 1992 zum Zwecke der Entwicklung von Software und Tools zur Nutzung im Deutschen Forschungsnetz sowie der Recherche zukünftiger für den DFN-Verein relevanter Themen gegründet.
Nach US-amerikanischem Vorbild wurde 1993 ein „Computer Emergency Response Team“, kurz DFN-CERT, gegründet, um DFN-Mitgliedseinrichtungen bei Sicherheitsvorfällen zu betreuen und etwaige Gefahrenpotenziale ausfindig zu machen. Dieses bestand zunächst nur befristet über eine Dauer von 18 Monaten, wurde anschließend jedoch aufgrund positiver Resonanz als dauerhafte Dienstleistung im DFN-Verein etabliert.
Das erste europäische Forschungsnetz DANTE Limited wurde 1994 als länderübergreifende Infrastruktur für wissenschaftliche Kooperationen gegründet. Neben dem DFN-Verein hielten 14 weitere europäische Forschungsnetze Anteile an diesem. Der Trägerverein des heutigen europäischen Forschungsnetzes, die GÉANT Association, entstand 2014 durch den Zusammenschluss von DANTE Limited und der Trans-European Research and Education Networking Association (TERENA).
Seit 1998 forschen Juristen im Rahmen der „Forschungsstelle Recht im DFN“ zu rechtlichen Fragen rund um die Nutzung des Deutschen Wissenschaftsnetzes und seiner Dienste.
Mit der vierten Netzgeneration, dem 2006 eingeführten X-WiN, verfügte der DFN-Verein zum ersten Mal über ein eigenes flächendeckendes Glasfasernetz inklusive einer Übertragungstechnologie mit frei skalierbaren Bandbreiten.

### Vorstandsvorsitzende
- 1984-1987: Norbert Szyperski, Mannesmann Kienzle GmbH
- 1987-1990: Eike Jessen, Technische Universität München
- 1990-1993: Dieter Haupt, Rheinisch-Westfälische Technische Hochschule Aachen
- 1993-1996: Dieter Maaß, Universität Kaiserslautern
- 1996-2005: Eike Jessen, Technische Universität München
- 2005-2011: Wilfried Juling, Universität Karlsruhe
- 2011-2020: Hans-Joachim Bungartz, Technische Universität München
- 2020-2023: Odej Kao, Technische Universität Berlin

## Organisation
Der DFN-Verein mit Sitz in Berlin ist anerkannt gemeinnützig und hat über 350 stimmberechtigte Mitglieder, die sich aus einem Großteil der deutschen Hochschulen, außeruniversitären Forschungseinrichtungen sowie Unternehmen mit Forschungsbezug zusammensetzen.
Satzungsgemäße Organe des DFN-Vereins sind die Mitgliederversammlung, der Verwaltungsrat – konzipiert als erweiterter Vorstand – sowie der Vorstand im Sinne des Gesetzes. Vorstandsvorsitzender ist Stefan Wesner von der Universität zu Köln. Stellvertretende Vorstandsvorsitzende sind Helmut Reiser vom Leibniz-Rechenzentrum der Bayerischen Akademie der Wissenschaften (LRZ), und Christian Zens von der Friedrich-Alexander-Universität Erlangen-Nürnberg.
Zu seiner Beratung hat der Vorstand drei Ausschüsse eingerichtet: Strategischer Beirat, Betriebsausschuss, Ausschuss für Recht und Sicherheit.
Eine Geschäftsstelle, die von einer Geschäftsführung geleitet wird, erledigt laufender Aufgaben. Ihre Standorte befinden sich in Berlin sowie Stuttgart.

## Wissenschaftsnetz und Dienste
X-WiN hat eine Gesamtlänge von 10.250 km Glasfaser im Backbone und ein Multi-Terabit-Kernnetz, das sich zwischen 65 Kernnetzstandorten aufspannt. Es besteht aus einer Faser-, einer optischen sowie einer IP-Plattform. Die Faserplattform verbindet die Kernnetzstandorte des X-WiN so miteinander, dass jeder Standort über mindestens zwei unabhängige Strecken erreichbar ist. Zwischen den Standorten werden auf der optischen Plattform Datenverbindungen mit verschiedenen Bandbreiten eingerichtet. Mit der heutigen DWDM-Technik ist eine Vielzahl von parallelen Verbindungen mit bis zu 400 Gbit/s möglich. Die maximale Bandbreite zwischen zwei benachbarten Standorten des Kernnetzes beträgt somit 23,2 Tbit/s. Die Router an den Kernnetzstandorten bilden aus den Verbindungen der optischen Plattform ein redundantes Netz, die IP-Plattform. Sie wird sowohl für den Dienst DFN-Internet als auch für Virtuelle Private Netze geschlossener Gruppen von Teilnehmern verwendet.

### Chronologische Übersicht der DFN-Wissenschaftsnetze
- X.25-WiN (ab 1990)
  - Subnetz ERWiN[14] auf dem ehemaligen Gebiet der DDR (ab 1991)[15]
- Breitband-Wissenschaftsnetz (B-WiN, ab 1996)
- Gigabit-Wissenschaftsnetz (G-WiN, ab 2000)
- X-WiN (seit 2006)

### Dienste
Zu den Kommunikationsdiensten des Deutschen Forschungsnetzes zählen: DFN-Internet, DFN-Security, DFN-MailSupport, DFN-AAI, DFN-PKI, DFN-Conf, DFN-Fernsprechen, DFN-Terminplaner, DFN-NetNews, DFN-Listserv, DFN-Cloud und eduroam.
Diese können von allen öffentlich geförderten oder gemeinnützigen Einrichtungen aus Wissenschaft und Forschung genutzt werden. Über Forschungskooperationen stehen sie auch der gewerblichen Wirtschaft zur Verfügung.

## Internationale Kooperationen
Da der DFN-Verein gegenüber seinen Mitgliedern als Internetdienstanbieter auftritt, ist das jeweilige Wissenschaftsnetz integraler Bestandteil des Internets. Es bestehen aber leistungsstarke Verbindungen zu den Forschungsnetzen der Partnerorganisationen im Ausland, vor allem im Rahmen von GÉANT. Der DFN-Verein ist der deutsche Partner des internationalen Netzwerks eduroam.